# 蔡黎
蔡黎（1915年—1995年1月27日），男，广东南澳宫前村人，中华人民共和国政治人物，1948年，蔡黎任中共中央东北局组织部部长张闻天同志的秘书。
20世纪50年代起，先后任辽宁省委委员、省委常委兼宣传部长、省委副书记兼秘书长、旅大市委书记处书记， 抚顺市委书记处书记等职。1979年4月，蔡黎被调任福建省委常委、副书记，后任福建省人大常委会副主任，第五、六届全国人大代表。1985年7月离职休养。1995年1月27日，在福建逝世